# Samuel Ting
Samuel Chao Chung Ting (Chinees:丁肇中; pinyin: Dīng Zhàozhōng; Wade-Giles: Ting¹ Chao⁴-chung¹) (Ann Arbor, 27 januari 1936) is een Amerikaans natuurkundige die in 1976 de Nobelprijs voor de Natuurkunde samen met Burton Richter ontving voor de ontdekking van het subatomair J/ψ-meson.

## Biografie
Ting werd geboren in 1936 als oudste van de drie kinderen van Kuan Hai Ting en Tsun-Ying Wang. Zijn ouders hadden elkaar ontmoet en gehuwd toen ze beide graduate-studenten waren aan de universiteit van Michigan. Twee maanden na zijn geboorte keerden zijn ouders terug naar China waar hij opgroeide. Vanwege de Japanse bezetting van China werd hij thuis door zijn ouders onderwezen.
Na de oorlog werden zijn ouders hoogleraar aan de Nationale Taiwan-universiteit in Taipei. Vanaf 1948 bezocht Samuel er de prestigieuze Provinciale Chien-Kue school. Na de highschool studeerde hij een jaar aan de Nationale Cheng Kung-universiteit in Táinán. In 1956 ontving Samuel een uitnodiging voor de universiteit van Michigan. Daar studeerde hij techniek, wis- en natuurkunde. In 1959 kreeg hij een bachelorgraad (B.A.) in zowel de wiskunde als de natuurkunde, in 1960 zijn master en in 1962 een doctoraat in de natuurkunde.
In 1963 werkte hij voor de Europese organisatie van kernonderzoek, het latere CERN. Vanaf 1965 doceerde hij aan de Columbia-universiteit, waar hij samenwerkte met Tsung-Dao Lee en Chien-Shiung Wu, en werkte hij bij het Deutsches Elektronen-Synchrotron (DESY). Sinds 1969 is Ting hoogleraar aan het Massachusetts Institute of Technology (MIT). Daarnaast is Ting lid van de National Academy of Sciences, academicus van de Chinese Academie van Wetenschappen en academicus van de Taiwaneese Academia Sinica.

## J/ψ-meson
Gebruikmakend van de faciliteiten van het Brookhaven National Laboratory (BNL) in Upton (New York) begon Ting met zijn onderzoeksgroep in 1969 aan een experimenteel onderzoek waarbij hij op zoek ging naar elementaire deeltjes met een hogere massa. In de herfst van 1974 vond hij het bewijs van een nieuw, niet voorspeld, subatomair deeltje – het J-deeltje. De ontdekking van dit deeltje was het eerste bewijs voor het bestaan van een vierde quark, namelijk het charm-quark.
Voor deze ontdekking van het J/ψ-meson ontving Ting in 1976 de Nobelprijs, een prijs die hij deelde met Burton Richter die onafhankelijk van Ting gelijktijdig dezelfde ontdekking deed. Verder werd Ting onderscheiden met de Ernest Orlando Lawrence Award (1976) en DeGasperi Award (1988).
Ting hield zijn Nobeltoespraak in het Mandarijn. Hoewel de Chinese fysici Tsung-Dao Lee en Chen Ning Yang eerder in 1957 de Nobelprijs verkregen hadden beide hun toespraak in het Engels gehouden. In zijn toespraak legde Ting de nadruk dat experimenteel werk net zo belangrijk is als theoretisch werk.

## Alpha Magnetic Spectrometer
In 1995, kort nadat de annulering van de Superconducting Super Collider-project de mogelijkheden om op Aarde experimenteel hoogenergetisch natuurkundig onderzoek te doen had gereduceerd, stelde Ting de AMS voor – een kosmische deeltjesdetector in de ruimte voor het vinden van antimaterie en donkere materie, twee typen materie die veel kunnen vertellen over de bestaansgeschiedenis en de samenstelling van het heelal. Het voorstel werd aangenomen waarna Ting werd benoemd tot hoofdonderzoeker van het project. Tevens leidde hij van het begin af aan de ontwikkeling ervan.
Een prototype, de AMS-01, vloog twee weken mee met de Discovery spaceshuttlemissie STS-91 in 1998. De opvolger, de AMS-02, werd in mei 2011 meegenomen met spaceshuttle Endeavour laatste ruimtereis en geplaatst aan het internationale ruimtestation ISS.
Bijna werd het 1,5 miljard dollar kostende project voortijdig beëindigd. Na de ramp met de spaceshuttle Columbia nam NASA het besluit om na 2010 geen nieuwe spaceshuttlemissies meer uit te voeren en de AMS-02 stond op geen enkele lijst van de nog resterende ruimtevluchten. Hierdoor werd Ting gedwongen om bij het Amerikaanse huis van afgevaardigden, het Congres en de publieke opinie steun te zoeken voor een extra spaceshuttlemissie speciaal voor het AMS-project. Gelijktijdig moest hij enkele belangrijke problemen oplossen gedurende het fabricage- en kwalificatietraject.